# Of Chaos and Eternal Night
Of Chaos and Eternal Night er en ep udgivet af det svenske melodiske dødsmetal-band Dark Tranquillity i 1995. Ep'en inkludere Alone, et genindspillet nummer fra albummet Skydancer med Mikael Stannes vokal i stedet for Anders Fridéns. Ep'en blev genudgivet som bonusnumre på det genudgivne Skydancer album i 1996.

## Numre
1. "Of Chaos and Eternal Night"
2. "With the Flaming Shades of Fall"
3. "Away, Delight, Away"
4. "Alone '94"